# هاري جريجسون ويليامز
هاري جريجسون ويليامز (بالإنجليزية: Harry Gregson-Williams)‏ مواليد 13 ديسمبر 1961، هو ملحن وقائد فرقة موسيقية ومنتج أسطوانات بريطاني بدأ مسيرته الفنية عام 1993.

## أعمال

### أفلام
- هروب الدجاج
- شريك (فيلم)
- سندباد: أسطورة البحار السبع (فيلم)
- شريك 2
- مملكة السماء (فيلم)
- التدفق البعيد (فيلم)
- العدد 23 (فيلم)
- رحلت الطفلة رحلت (فيلم)
- ديجا فو (فيلم)
- شريك الثالث
- سجلات نارنيا: الأسد، الساحرة وخزانة الملابس
- إكس-من الأصول: وولفرين (فيلم)
- البلدة (فيلم 2010)
- أمير فارس: رمال الزمن (فيلم)
- اثنا عشر (فيلم)
- شريك 4
- توتال ريكول (فيلم 2012)
- بروميثيوس (فيلم)
- الشرق (فيلم)
- إيرلي مان

### ألعاب فيديو
- ميتال غير سوليد 2: سنز أوف لبرتي
- ميتال غير سوليد 3: سنيك إيتر
- ميتال غير سوليد: بورتبل أوبس
- كول أوف ديوتي 4: مودرن وورفير
- ميتال غير سوليد 5: ذا فانتوم بين
- ميتال غير سوليد 4: غنز أوف ذا بتريوتس
- ميتال غير سوليد: بيس والكر

## وصلات خارجية
- هاري جريجسون ويليامز على موقع IMDb (الإنجليزية)
- هاري جريجسون ويليامز على موقع ألو سيني (الفرنسية)
- هاري جريجسون ويليامز على موقع ميوزك برينز (الإنجليزية)
- هاري جريجسون ويليامز على موقع أول موفي (الإنجليزية)
- هاري جريجسون ويليامز على موقع بوكس أوفيس موجو (الإنجليزية)
- هاري جريجسون ويليامز على موقع قاعدة بيانات الأفلام السويدية (السويدية)
- هاري جريجسون ويليامز على موقع أول ميوزيك (الإنجليزية)
- هاري جريجسون ويليامز على موقع ديسكوغز (الإنجليزية)
- هاري جريجسون ويليامز على موقع قاعدة بيانات الفيلم (الإنجليزية)
- هاري جريجسون ويليامز على موقع كينوبويسك (الروسية)